# Solenopsis geminata
Solenopsis geminata es una especie de hormiga del género Solenopsis, subfamilia Myrmicinae.
Hay varias castas de obreras. Son de 3 a 5 mm de longitud. El cuerpo es de color naranja a marrón y la cabeza es marrón.
La distribución original es cerca del golfo de México, desde Florida a Panamá. Se ha difundido a muchas partes del mundo por acción humana. Puede causar problemas económicos en la agricultura y por las molestias que causa y problemas ecológicos porque ataca a especies nativas al punto de afectar sus poblaciones.